# Gare de Morbier
Gare de Morbier vasútállomás Franciaországban, Morbier településen.

## Vasútvonalak
Az állomást az alábbi vasútvonalak érintik:
- Andelot-en-Montagne–La Cluse-vasútvonal

## Kapcsolódó állomások
A vasútállomáshoz az alábbi állomások vannak a legközelebb:
- Gare de Saint-Laurent-en-Grandvaux
- Gare de Morez